# پال کوسلو
پال کوسلو (انگلیسی: Paul Koslo؛ ‏ ۲۷ ژوئن ۱۹۴۴ – ۹ ژانویهٔ ۲۰۱۹) بازیگر آلمانی-کانادایی بود.
از فیلم‌ها یا برنامه‌های تلویزیونی که وی در آن نقش داشته‌است، می‌توان به شاید فردایی در کار نباشد، روستر کاگبرن، دروازه بهشت، دالاس، آقای مجستیک، جو کید، نقطه گریز، امگا من، دراونینگ پول، دروازه ستارگان اس‌جی-۱، سفر نفرین‌شده و برزخ اشاره کرد.